# John Misha Petkevich
John Misha Petkevich (* 3. März 1949 in Minneapolis, Minnesota) ist ein ehemaliger US-amerikanischer Eiskunstläufer, der im Einzellauf startete.
Im Jahr 1971 wurde Petkevich US-amerikanischer Meister und gewann auch die nordamerikanische Meisterschaft. Er nahm vier Mal an Weltmeisterschaften teil. 1969, 1970 und 1971 wurde er Fünfter und 1972 erreichte er mit dem vierten Platz schließlich seine beste Platzierung. Petkevich nahm an zwei Olympischen Spielen teil, 1968 beendete er sie als Sechster und 1972 als Fünfter. Er wurde trainiert von Arthur Bourke und Gustave Lussi. Bekannt war er vor allem für seine dynamischen Kürprogramme. Von den meisten anderen Eiskunstläufern seiner Zeit unterschieden ihn vor allem seine freiere musikalische Interpretation und seine athletischere Kostümauswahl, die schnell Nachahmer fanden.
Während er 1970 an der Harvard-Universität studierte, rief er die Eisschau „An Evening with Champions“ ins Leben, die Geld für verschiedene Krebsstiftungen sammelte.
Petkevich war der Empfänger einer ungewöhnlichen Trophäe. Bei der Weltmeisterschaft 1947 schenkte Ulrich Salchow Richard Button eine seiner eigenen Trophäen, weil er von ihm beeindruckt war und enttäuscht, dass Button nicht gewonnen hatte. Nach den Olympischen Spielen 1972 gab Button diese Trophäe aus denselben Gründen an Petkevich weiter. Petkevich sagte, dass er diese Tradition eines Tages fortsetzen wolle.
Nach seiner Karriere promovierte Petkevich in Zellbiologie, später arbeitete er als Investmentbanker. Er kommentierte auch Eiskunstlaufveranstaltungen für NBC, CBS und ESPN.
Er ist der Autor eines Standardwerkes über Eiskunstlauf, genannt „Championship Techniques“.

## Ergebnisse
| Jahr                             | 1967 | 1968 | 1969 | 1970 | 1971 | 1972 |
| -------------------------------- | ---- | ---- | ---- | ---- | ---- | ---- |
| Olympische Winterspiele          |      | 6.   |      |      |      | 5.   |
| Weltmeisterschaften              |      |      | 5.   | 5.   | 5.   | 4.   |
| US-amerikanische Meisterschaften | 4.   | 3.   | 2.   | 2.   | 1.   | 2.   |